# 美濃太田運輸区
座標: 北緯35度26分47.3秒 東経137度1分0.6秒 / 北緯35.446472度 東経137.016833度

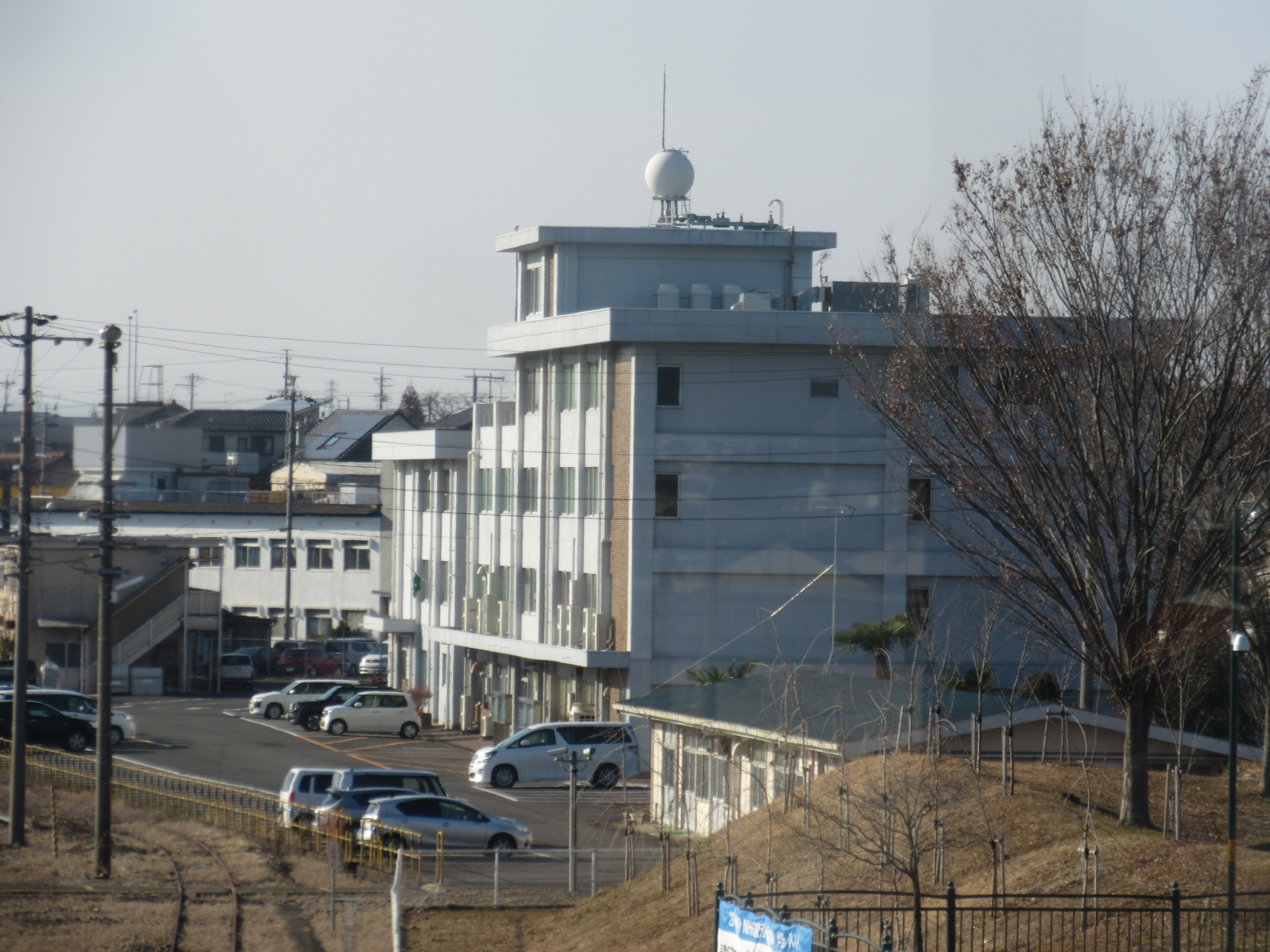
美濃太田運輸区

美濃太田運輸区（みのおおたうんゆく）は、岐阜県美濃加茂市にある東海旅客鉄道（JR東海）東海鉄道事業本部の運転士・車掌が所属する乗務員区所である。

## 歴史
- 1932年（昭和7年）4月1日 - 美濃太田機関区が発足[1]。
- 19xx年 - 美濃太田車掌区が発足。
- 1945年（昭和20年）8月14日 - 美濃太田機関区が米軍機の機銃掃射を受ける。
- 1961年（昭和36年）1月13日 - 美濃太田機関区最後のC10形蒸気機関車廃車。
  - 2月28日 - 美濃太田機関区にキハ26形気動車配置。
- 1964年（昭和39年）2月23日 - 美濃太田機関区にキハ58系気動車配置。
- 1968年（昭和43年）9月24日 - 美濃太田気動車基地使用開始。
- 1979年（昭和54年）12月24日 - 美濃太田機関区にキハ48形気動車配置。
- 1980年（昭和55年）2月8日 - 美濃太田機関区にキハ40形気動車配置。
- 1987年（昭和62年）
  - 3月1日 - 美濃太田機関区から美濃太田運転所に改称[2]。
  - 4月1日 - 国鉄分割民営化により、東海旅客鉄道に継承。
- 1989年（平成元年）2月8日 - 美濃太田運転所と美濃太田車掌区が統合し美濃太田運輸区が発足
- 2001年（平成13年）4月1日 - 車両検修部門を美濃太田車両区に分離[3]。

## 乗務範囲

### 運転士
- 東海道本線：岐阜〜名古屋〜熱田間（特急ひだ）名古屋〜熱田間は回送
- 高山本線：岐阜〜高山間
- 太多線：多治見〜美濃太田間
- 稲沢線：稲沢西（信）〜笹島（信）間
- 西名古屋港線：名古屋〜笹島（信）間　　　　　　　※稲沢線、西名古屋港線は名古屋車両区、名古屋工場への回送のために運転することがある。

### 車掌
- 高山本線：岐阜〜高山間
- 太多線：多治見〜美濃太田間
- 特急ひだ：名古屋〜高山間
- 東海道本線：大垣〜豊橋間

## 配置車両

### 美濃太田機関区時代[4]
蒸気機関車
- 1000形 -（在籍1933年-1941年、1947年-1949年）
- 1070形 -（在籍1933年-1943年）
- 6760形 -（在籍1933年-1935年）
- 8620形 -（在籍1933年-1943年）
- 9600形 -（在籍1935年-1937年、1959年）
- C12形 -（在籍1935年-1941年）
- 10形 -（在籍1937年-1941年）
- 2120形 -（在籍1937年-1941年、1949年）
- 2400形 -（在籍1937年-1949年）
- C11形 -（在籍1937年-1965年）
- 1150形 -（在籍1941年）
- C10形 -（在籍1941年-1959年）
- 1720形 -（在籍1943年-1947年）
- C58形 -（在籍1943年-1965年）
- B20形 -（在籍1949年）
- C50形 -（在籍1951年-1965年）

### 美濃太田運転所
民営化時は以下の通り
- キハ58形 - 10両
- キハ28形 - 5両
- キハ40形 - 5両
- キハ48形 - 40両